# Volvo 8500
De Volvo 8500 is een streekbus, die sinds 2001 geproduceerd werd door Volvo in samenwerking met carrosseriebouwer Säffle Karosserifabrik te Säffle en tot 2004 ook gebouwd bij Aabenraa Karosserifabrik te Aabenraa. De 8500 vervangt de Volvo B10M en Volvo B10BLE. Sinds 2010 werden bussen van dit type gebouwd met het front van het type Volvo 8900. Dit type ging in 2012 in productie.
In het begin werd de bus gebouwd op een Volvo B10BLE- of Volvo B12M chassis, maar wordt nu gebouwd op het Volvo B7-, Volvo B9S, of verschillende op Volvo B12-gebaseerde chassis. De bus was verkrijgbaar van een standaard 12m-versie tot een 18,64m geledeversie. De bus was verkrijgbaar met diesel motor en aardgas motor.
De Volvo 8500 is bijna identiek aan de drie jaar later geïntroduceerde Volvo 7500, op een aantal punten na. Zo is de 7500 meer aangepast voor stedelijke condities.

## Versies
Er zijn drie versies in de 8500-serie;
- Express
- Intercity
- Intercity met Low-Entry

De Express-versie en de Intercity-versie hebben een in het midden geplaatste motor en de Low-Entry versie heeft een achterin geplaatste motor.

## Inzet
De 8500 komt vooral voor in enkele Scandinavische landen, waaronder Zweden en Finland.
| Busmaatschappij                 | Serie | Aantal     | Inzet                                                       | Opmerking                                                          |
| Denemarken                      | Denemarken | Denemarken | Denemarken                                                  | Denemarken                                                         |
| ------------------------------- | --- | ---------- | ----------------------------------------------------------- | ------------------------------------------------------------------ |
| Arriva Danmark                  | 1030-1057 1066-1085 1251-1271 1314-1339 1644 1683-1686 1901-1908 1914 1968-1984 5501-5503 5509-5511 5515 5526-5527 5559-5603 5642-5668 5670 5806 | 215        | Seeland                                                     |                                                                    |
| Arriva Danmark                  | 1985-1987 5669 | 4          | Seeland                                                     | 13,7m bussen                                                       |
| Bent Thykjær                    | 102 126 208-209 441 | 5          | Seeland                                                     |                                                                    |
| City-Trafik                     | 2501-2544 2551-2565 2601-2623 | 86         | Seeland                                                     |                                                                    |
| De Blaa Omnibusser              | 4019 4023-4024 4061-4081 | 24         | Holte                                                       |                                                                    |
| City-Trafik                     | 2501-2544 2711-2744 | 78         | Seeland                                                     |                                                                    |
| Ditobus                         | 601 603 607 610-633 4281-4299 4602 4604-4605 4663-4670 4686-4700 4723-4735 4756                                                                  | 84         | Seeland                                                     |                                                                    |
| Fjordbus                        | 7458-7466 7495-7496 | 9          | 7458-7466: Frederiksværk-Hundested 7495-7496: Frederikssund |                                                                    |
| Funchs Turisttrafik             | 7030-7036 | 7          | Maribo                                                      |                                                                    |
| Jørn Juul's Busser              | 4359 | 1          | Stokkemarke                                                 |                                                                    |
| Kruse                           | 7109-7110 7115 7124-7125 7128 7157 7163-7168 | 13         | Lolland                                                     |                                                                    |
| Midttrafik                      | 125 | 1          | Aarhus                                                      |                                                                    |
| Midttrafik                      | 2958 | 1          | Aarhus                                                      | Gelede bussen                                                      |
| Nettbuss                        | 8444-8495 | 52         | Hovedstaden                                                 |                                                                    |
| Nobina Danmark                  | 6012-6069 | 58         | Hovedstaden                                                 |                                                                    |
| Nordjyllands Trafikselskab (NT) | 3307 | 1          | Aalborg                                                     |                                                                    |
| Ørslev Turisttrafik             | 7715 | 1          | Vordingborg                                                 |                                                                    |
| Finland                         | |            |                                                             |                                                                    |
| Helsingin Bussiliikenne Oy      | 201-228 | 28         | Helsinki                                                    | 14,5m bussen; cng                                                  |
| Helsingin Bussiliikenne Oy      | 229-232 | 4          | Helsinki                                                    | 13,1m bussen; cng                                                  |
| Hongarije                       | |            |                                                             |                                                                    |
| VT Transman                     | ?? | 3          | ??                                                          | Historie: Connex Danmark, Veolia Transport Danmark, Arriva Danmark |
| Zweden                          | |            |                                                             |                                                                    |
| KR Trafik                       | 154, 196 | 2          | Jämtlands län                                               | Gelede bussen                                                      |
| Västerås Lokaltrafik            | ?? | ??         | Västerås                                                    |                                                                    |